# Казе Ђованоне (Л'Аквила)
Казе Ђованоне (итал. Case Giovannone) је насеље у Италији у округу Л'Аквила, региону Абруцо.
Према процени из 2011. у насељу је живело 27 становника. Насеље се налази на надморској висини од 322 м.